# Énergie en Grèce
Le secteur de l'énergie en Grèce est largement dominé par les combustibles fossiles qui représentent 78 % de la consommation intérieure d'énergie primaire en 2023 (pétrole 56 %, gaz naturel 17 %, lignite 5 %), le reste provenant des importations d'électricité (1,6 %) et des énergies renouvelables : 16,6 % en 2022, dont 5,9 % de biomasse (surtout biogaz) et déchets, 8,2 % d'éolien et solaire, 2,5 % d'hydroélectricité.
L'électricité représente 27,4 % de la consommation finale d'énergie ; la production d'électricité repose en 2021 à 58,7 % sur les combustibles fossiles (51 % en 2023) : gaz naturel 40,9 %, pétrole 7,4 %, lignite 10,4 % ; les énergies renouvelables fournissent 49 % en 2023 : éolien 22 %, solaire photovoltaïque 17 %, hydraulique 8 %,  biomasse 1,4 %.
Les émissions de CO2 liées à l'énergie atteignaient 4,79 tCO2/habitant en 2022, supérieures de 12 % à la moyenne mondiale et de 19 % à celle de la France, mais inférieures de 19 % à la moyenne de l'Union européenne et de 34 % à celles de l'Allemagne.

## Production nationale
La production nationale d'énergie primaire de la Grèce s'élevait à 195,9 EJ en 2021, dont 58,7 EJ (30 %) de lignite, 1,2 % de pétrole, 0,1 % de gaz naturel, 22,5 % de biomasse et déchets, 35,3 % d'éolien et solaire et 10,9 % d'hydroélectricité. Elle couvrait seulement 23,2 % des besoins du pays.

## Consommation intérieure d'énergie primaire
L'Energy Institute estime la consommation d'énergie primaire du pays à 1,10 EJ en 2023, soit 0,2 % de la consommation mondiale. Elle se répartit en 78 % de combustibles fossiles (pétrole : 56 %, gaz naturel : 17 %, lignite : 5 %) et 22 % d'énergies renouvelables, dont 4 % d'hydroélectricité. La Grèce a une consommation d'énergie primaire par habitant basse pour un pays européen, estimée à 106,2 GJ en 2023, en baisse de 2 % par rapport à 2013, supérieure de 38 % à la moyenne mondiale (77 GJ) et de 5 % à celle de l'Italie (101,0 GJ), mais inférieure de 15 % à la moyenne de l'Union européenne (125,6 GJ), de 21 % à celle de la France (133,8 GJ) et de 22 % à celle de l'Allemagne (137,0 GJ).
En 2021, la consommation intérieure d'énergie primaire de la Grèce s'élevait à 844,4 PJ, dont 81,8 % de combustibles fossiles : 46,5 % de pétrole, 27,0 % de gaz naturel, 8,3 % de lignite ; les énergies renouvelables fournissent 16,6 % : 5,9 % de biomasse et déchets, 8,2 % d'éolien et solaire, 2,5 % d'hydroélectricité ; enfin, les importations d'électricité apportent 1,6 %.

## Consommation d'énergie finale
En 2020, la consommation finale d'énergie de la Grèce s'élevait à 624,5 EJ, dont 52,3 % de produits pétroliers, 1,1 % de charbon, 9,9 % de gaz naturel, 27,4 % d'électricité, 7 % de biomasse et 2 % de solaire thermique. Les principaux secteurs consommateurs étaient les transports : 34,5 %, le secteur résidentiel : 28,2 %, l'industrie : 16,9 % et le tertiaire : 10,7 %.

## Secteur électrique
Selon l'Agence internationale de l’énergie, la production d'électricité à partir de lignite, a été fortement réduite et cessera au plus tard en 2028. La production à partir de gaz naturel, d'éolien et de solaire a progressé rapidement, réduisant de façon significative l'intensité carbone de la production.

### Production
L'Energy Institute estime la production d'électricité de la Grèce en 2023 à 49,8 TWh, en baisse de 5,4 % en 2023 et de 13 % en dix ans, soit 0,2 % de la production mondiale et 1,3 % de celle de l'Europe. La part des énergies renouvelables est estimée à 49 %, dont 22 % d'éolien, 17 % de solaire, 8 % d'hydroélectricité et 1,4 % d'autres EnR (biomasse, déchets).
De 2011 à 2021, la production d'électricité a décru de 59 TWh à 55 TWh. La production des centrales au lignite a fortement reculé, de 31 TWh à 5,3 TWh. Cette décrue a été compensée par l'accroissement de la production des centrales à gaz, de 14 TWh à 22 TWh, et de celle des énergies renouvelables (EnR), de 8,1 TWh à 22 TWh, ainsi que par la progression des importations. La croissance des EnR a surtout concerné l'énergie éolienne (de 3,3 TWh à 10 TWh) et le solaire photovoltaïque (de 0,6 TWh à 5,3 TWh). La production hydroélectrique varie fortement en fonction des précipitations, atteignant son record historique à 7,5 TWh en 2010, mais retombant à 5,9 TWh en 2021. La production à partir de pétrole, utilisée surtout sur les îles non interconnectées a décru de 5,9 TWh à 4,7 TWh, par interconnexion et par développement des EnR.
En 2021, la production d'électricité en Grèce s'élevait à 53,27 TWh, dont 58,7 % produits à partir de combustibles fossiles : gaz naturel 40,9 %, lignite 10,4 %, pétrole 7,4 % ; les énergies renouvelables fournissaient les 41,3 % restants : hydraulique 11,2 %, éolien 19,7 %, solaire photovoltaïque 9,6 %, biomasse 0,7 %, déchets 0,06 %.

#### Puissance installée
La puissance installée des moyens de production d'électricité s'est accrue de 16,2 GW à 20,4 GW entre 2016 et 2022 (hors îles non interconnectées). La majeure part de cet accroissement concerne le solaire (+2,5 GW), l'éolien (+2,2 GW) et une nouvelle turbine à gaz à cycle combiné à Megalopolis (+0,81 GW). Les centrales à lignite les plus anciennes sont fermées (-1,6 GW). En 2022, la puissance installée se répartit en : 5,2 GW de centrales à gaz naturel, 2,3 GW de centrales à lignite, 4,3 GW d'éoliennes, 4,9 GW de solaire photovoltaïque, 3,5 GW de centrales hydroélectriques, 0,1 GW de centrales à biogaz et biomasse et 0,12 GW de centrales de cogénération. Le gouvernement prévoit d'atteindre 26,2 GW en 2030, avec des accroissements de 1,7 GW de centrales à gaz naturel, 2,7 GW d'éolien, 2,8 GW de solaire, etc et la fermeture des dernières centrales à lignite. En juin 2022, deux centrales à combustibles fossiles étaient en construction : une turbine à gaz à cycle combiné (CCGT) de 0,83 GW à Agios Nikolaos et une unité à lignite de 0,62 GW à Ptolemaida, longtemps retardée ; il était prévu de la convertir au gaz en 2025, mais cette conversion a été repoussée à 2028 pour réduire le demande de gaz russe après l'invasion de l'Ukraine par la Russie. Sept autres CCGT (5,17 GW) ont reçu leur licence, mais selon le gouvernement, seules deux de ces CCGT (1,72 GW) seront mises en service d'ici 2030.

#### Centrales thermiques

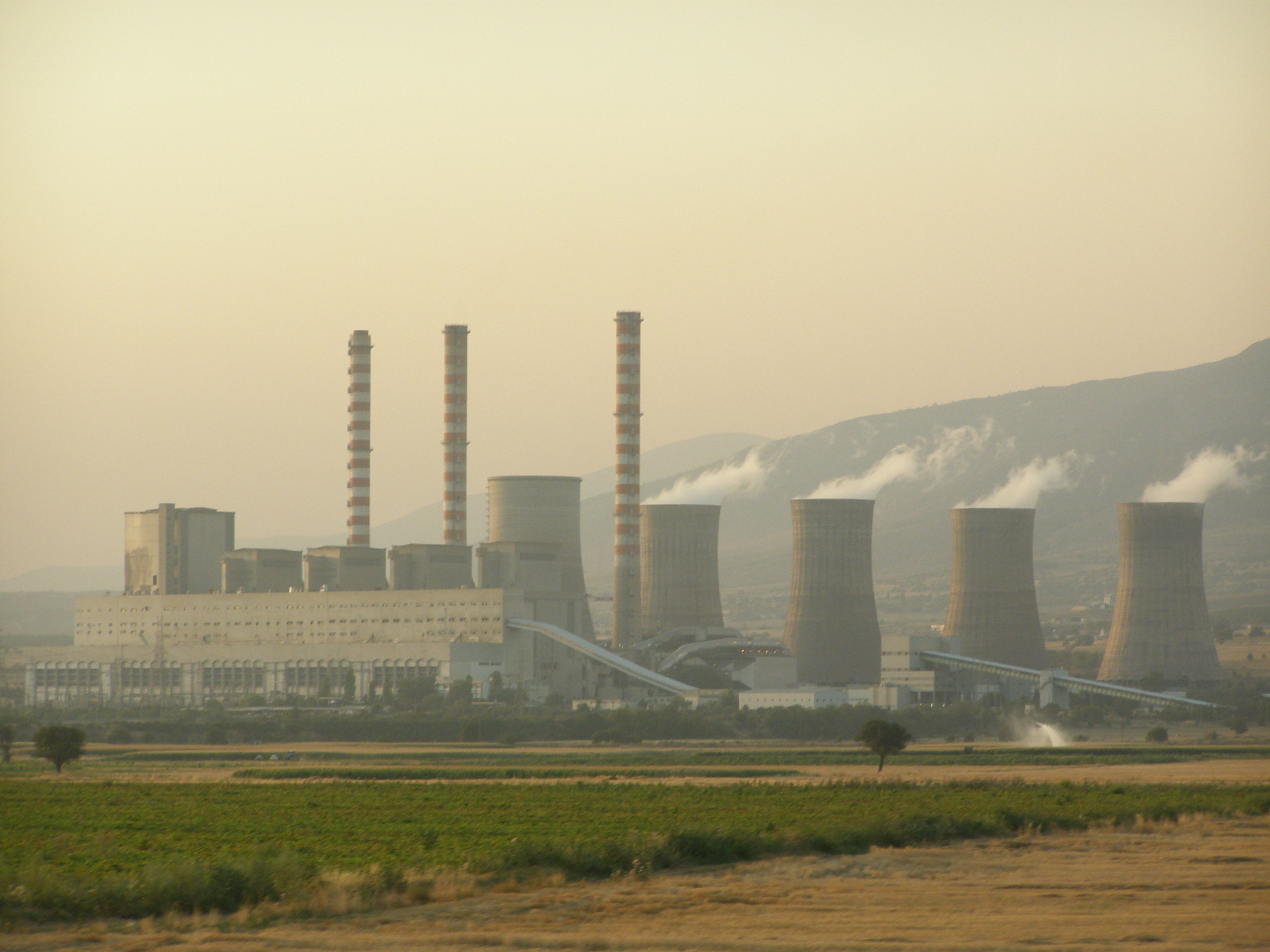
Centrale thermique au lignite d'Agios Dimitrios

La Grèce produit plus du tiers de son électricité dans cinq centrales thermiques brûlant du lignite :
- centrale d'Agios Dimitrios, en Macédoine-Occidentale : 1 585 MW, mise en service en 1984 ;
- centrale d'Amýntaio, en Macédoine-Occidentale : 600 MW, mise en service en 1987 ;
- centrale de Megalópoli, en Arcadie (centre du Péloponnèse) : 850 MW, mise en service en 1971 ;
- centrale de Ptolemaïda, en Macédoine-Occidentale : 495 MW ;
- centrale de Flórina, en Macédoine-Occidentale : 330 MW.

#### Projets nucléaires
En juillet 2024, le Premier ministre, Kyriákos Mitsotákis, déclare : « Il est impossible d’atteindre la neutralité carbone sans nucléaire. Nous devons regarder chaque solution possible ».

#### Hydroélectricité
La Grèce se classe au 14e rang européen par sa puissance installée hydroélectrique : 3 400 MW, dont 703 MW de pompage-turbinage ; sa production hydroélectrique s'est élevée à 4,06 TWh en 2019.
En 2020, la Grèce a deux centrales de pompage-turbinage : Thissavros (0,38 GW) et Sfikia (0,33 GW). Fin 2021, 14 licences ont été accordées à des projets de pompage-turbinage d'un total de 3 GW. Le plus important est celui d'Amfilochia (0,68 GW), dont la construction a commencé en novembre 2022 avec un financement partiel par le plan de relance européen de 2020 ; sa mise en service est prévue en 2025.

### Consommation
En 2021, la consommation finale d'électricité de la Grèce s'élevait à 49 254 GWh, dont 23,1 % dans l'industrie, 0,4 % dans les transports, 35,9 % dans le secteur résidentiel, 34,1 % dans le secteur tertiaire et 6,5 % non spécifiés.
La consommation d'électricité par habitant était en 2017 de 5 616 KWh, supérieure de 78 % à la moyenne mondiale (3 152 KWh), mais inférieure de 22 % à celle de la France (7 209 KWh).

### Réseaux
Le réseau de transport à haute tension se compose en 2021 de 12 425 km de lignes et câbles, dont 2 881 km à 400 kV, 9 444 km à 150 kV et 99 km à 60 kV ; 972 km sont des câbles sous-marins et 414 km sont des câbles souterrains. Les principaux développements de 2017 à 2021 ont porté sur l'interconnexion du continent avec la Crête et plusieurs des Cyclades. Le plan décennal du gestionnaire des réseaux prévoit une seconde interconnexion avec la Crête en 2024, l'interconnexion des Cyclades du sud et de l'ouest en 2024 et de l'île de Skiathos. Un projet d'interconnexion du Dodécanèse est envisagé pour 2028 et celle des îles du nord-est pour 2029.
Le réseau de distribution alimente 7,6 millions de point de connexion en 2020 à travers de 242 562 km de lignes. Le gestionnaire des réseaux de distribution HEDNO investit dans le déploiement de compteurs numériques intelligents pour tous les consommateurs d'ici 2030.
En 2020, il reste 47 îles non connectées au continent, dont certaines sont connectées entre elles, formant 29 systèmes autonomes, avec 780 000 points de connexion et une consommation de 4,4 TWh. La quasi-totalité de leur électricité est produite par des groupes Diesel.

### Échanges internationaux
La Grèce est importateur net d'électricité. Son solde importateur net a varié depuis 2010 entre 1,8 TWh en 2012 et 9,9 TWh en 2019. Les importations ont augmenté du fait du déclin de la production à partir de lignite. La Grèce investit dans des interconnexions électriques pour améliorer son intégration au système électrique européen ; elle espère devenir exportateur net en 2030. La capacité d'interconnexion s'est accrue, de 2017 à 2022, de 1 716 MW à 2 468 MW à l'export et de 2 066 MW à 2 366 MW à l'import, surtout par augmentation de la capacité de l'interconnexion avec la Macédoine du Nord. Cinq lignes d'interconnexion à 400 kV relient la Grèce à l'Albanie, la Bulgarie, la Macédoine du Nord et la Turquie, une à 150 kV à l'Albanie et un câble sous-marin en courant continu à l'Italie. Le gouvernement a annoncé son intention de doubler la capacité d'interconnexion d'ici 2030. Deux projets sont en cours pour porter la capacité d'interconnexion à plus de 5 000 MW dans les deux sens en 2025 : une nouvelle ligne à 400 kV vers la Bulgarie et le projet « EuroAsia Interconnector », pour une interconnexion avec la Turquie par deux câbles sous-marins en courant continu dont la capacité serait de 1 GW dans une première phase, avant de passer à 2 GW. Le plan décennal de développement des réseaux prévoit un deuxième câble sous-marin en courant continu (500 MW) vers l'Italie. Le projet d'interconnexion « EuroAfrica interconnector » vise à conncter la Grèce à l'Égypte par un câble sous-marin en courant continu d'un capacité de 3 GW afin d'importer de l'électricité égyptienne vers l'Europe.

## Politique énergétique
La politique énergétique du gouvernement prévoit la fermeture définitive des centrales au lignite d'ici 2028 et fixe un objectif de part des énergies renouvelables dans la production d'électricité de 61 % en 2030 et d'interconnexion de toutes les îles habitées d'ici 2030, ainsi que la décarbonation des transports et des bâtiments à travers l'électrification. Des réformes ont été apportées à la législation en 2020 et 2022 pour réduire la durée des procédures de licence des projets d'énergies renouvelables (EnR) d'une moyenne de cinq ans jusque-là à 24 mois, avec l'objectif d'accorder des licences à 12 GW de projets d'EnR d'ici 2030 ; la loi de juillet 2022 vise également à réduire les congestions de réseaux et les délais de raccordement des projets d'EnR.

## Impact environnemental
Les émissions de gaz à effet de serre (GES) dues à la combustion en Grèce s'élevaient en 2022 à 51,5 Mt d'équivalent CO2, en baisse de 27 % par rapport à 1990.
Les émissions de CO2 dues à la combustion par habitant étaient en 2022 de 4,79 t CO2, supérieures de 12 % à la moyenne mondiale : 4,26 t/hab (en 2021) et de 19 % à celles de la France : 4,03 t/hab, mais inférieures de 19 % à la moyenne de l'Union européenne : 5,93 t/hab, et de 34 % à celles de l'Allemagne : 7,21 t/hab.
Les émissions dues au lignite atteignaient 7,1 MtCO2 en 2022, soit 14 % du total ; elles ont reculé de 79 % depuis 1990 ; celles dues au pétrole s'élevaient à 34,5 MtCO2, soit 67 % (en baisse de 6 % depuis 1990) ; celles dues au gaz naturel atteignaient 9,6 MtCO2, soit 19 %, en forte hausse (+159 % entre 2000 et 2022).